# Mistrzostwa Świata w Badmintonie 2010
18. Mistrzostwa świata w badmintonie odbyły się w dniach 23 – 29 sierpnia 2010 w hali Stade Pierre de Coubertin w Paryżu.

## Reprezentacja Polski[1]
- gra pojedyncza mężczyzn
  - Przemysław Wacha – pierwsza runda
- gra podwójna mężczyzn
  - Michał Łogosz i Adam Cwalina – pierwsza runda
- gra podwójna kobiet
  - Agnieszka Wojtkowska i Natalia Pocztowiak – pierwsza runda
- gra mieszana
  - Robert Mateusiak i Natalia Zięba – pierwsza runda
  - Wojciech Szkudlarczyk i Agnieszka Wojtkowska – pierwsza runda

## Klasyfikacja medalowa
| Miejsce | Państwo          | Złoto | Srebro | Brąz | Razem |
| ------- | ---------------- | ----- | ------ | ---- | ----- |
| 1       | Chiny            | 5     | 3      | 3    | 11    |
| 2       | Indonezja        | 0     | 1      | 1    | 2     |
| 3       | Malezja          | 0     | 1      | 0    | 1     |
| 4       | Chińskie Tajpej  | 0     | 0      | 2    | 2     |
| 4       | Dania            | 0     | 0      | 2    | 2     |
| 4       | Korea Południowa | 0     | 0      | 2    | 2     |
| Razem   | Razem            | 5     | 5      | 10   | 20    |

## Medaliści
| Konkurencja:            | Złoto:             | Srebro:                      | Brąz:                                               |
| gra pojedyncza kobiet   | Wang Lin           | Wang Xin                     | Tine Baun Wang Shixian                              |
| gra pojedyncza mężczyzn | Chen Jin           | Taufik Hidayat               | Peter Gade Park Sung-hwan                           |
| gra podwójna kobiet     | Du Jing Yu Yang    | Ma Jin Wang Xiaoli           | Cheng Shu Zhao Yunlei Cheng Wen-hsing Chien Yu-chin |
| gra podwójna mężczyzn   | Cai Yun Fu Haifeng | Koo Kien Keat Tan Boon Heong | Guo Zhendong Xu Chen Markis Kido Hendra Setiawan    |
| gra mieszana            | Zheng Bo Ma Jin    | He Hanbin Yu Yang            | Ko Sung-hyun Ha Jung-eun Lee Sheng-mu Chien Yu-chin |